# Короткохвостые хвостоколы
Короткохвостые хвостоколы или толстохвостые хвостоколы (лат. Urolophidae) — семейство хрящевых рыб подотряда Myliobatoidei отряда хвостоколообразных. Встречаются в тёплых регионах Атлантического океана, а также на рубеже Индийского и Тихого океана, наибольшее разнообразие видов наблюдается у побережья Австралии. В настоящее время к семейству относят 2 рода. Это медлительные донные рыбы, которые встречаются от прибрежного мелководья до глубин в верхней части материкового склона. Размер колеблется от 15 до 80 см. Широкие грудные плавники образуют ромбовидный диск, довольно короткий хвост оканчивается хвостовым плавником в форме листа. У некоторых родов имеются небольшие спинные плавники и латеральные кожаные складки. Кожа большинства видов лишена чешуи. Окраска ровная или пёстрая.
Рацион состоит из донных животных, включая мелких беспозвоночных и иногда костистых рыб. Короткохвостые хвостоколы размножаются яйцеживорождением. Эмбрионы вылупляются из яиц внутри матки матери и питаются желтком, а позднее гистотрофом. Беременность длится около года, размер помёта невелик. У этих скатов на хвосте имеется один или два довольно крупных ядовитых шипа, которые служат для защиты и могут нанести человеку болезненные раны. В целом короткохвостые хвостоколы не представляют интереса для коммерческого рыболовства.

## Таксономия и филогенез
Впервые новый вид уролофов вид был научно описан немецкими биологами Иоганном Петером Мюллером и Фридрихом Густавом Генле в 1837 году. В своём последующем труде учёные создали вид тригоноптер и первый раз упомянули короткохвостых хвостоколов как группу. К семейству короткохвостых хвостоколов также традиционно относили род Urobatis и род уротригонов, которые в 1996 году были выделены в отдельное семейство Urotrygonidae.

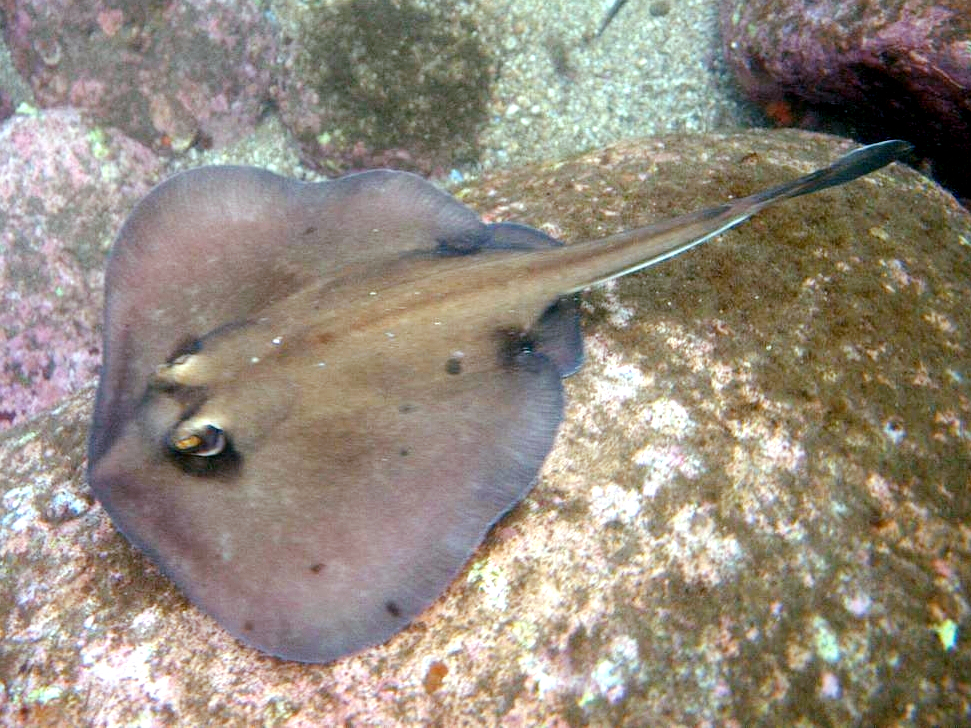
Один из недавно описанных видов короткохвостых хвостоколов — Urolophus kapalensis.

На основании морфологических характеристик в 2004 был сделан вывод, что короткохвостые хвостоколы образуют кладу с Plesiobatis daviesi и формируют базальную кладу семейств отряда хвостоколообразных, за исключением платириновых, шестижаберных скатов и Zanobatidae. Тогда же было предложено отнести род Plesiobatis к семейству короткохвостых хвостоколов и классифицировать семейство принадлежащим к надсемейству Urolophoidea внутри отряда хвостоколообразных.
Название семейства происходит от слов греч. οὐρά — «хвост» и др.-греч. λόφος — «гребень». 

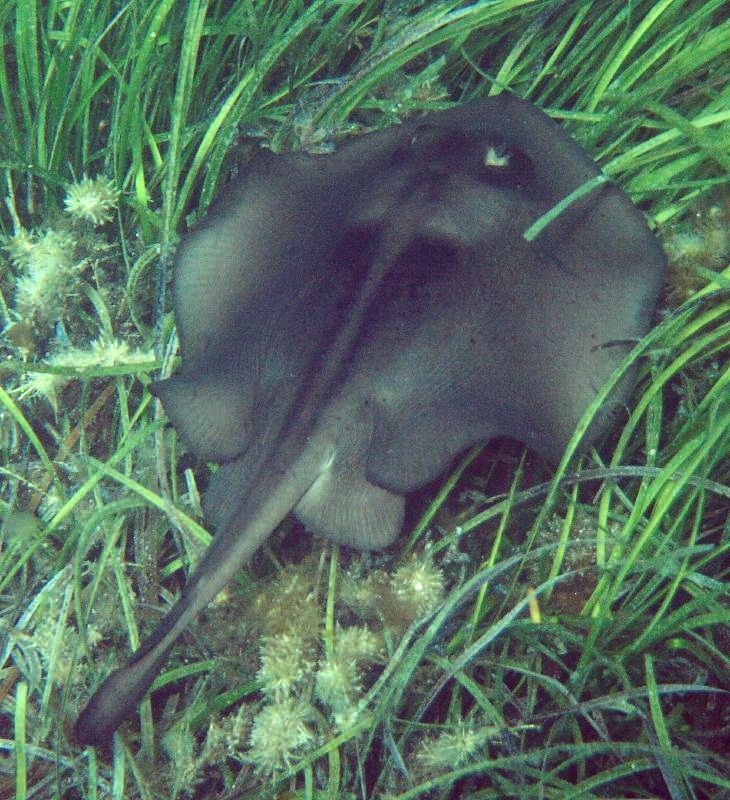
Trygonoptera ovalis предпочитает каменистое дно и заросли водорослей.

## Ареал
Центр видового разнообразия короткохвостых хвостоколов находится у берегов Австралии, где обитают все 6 видов тригоноптеров и 22 вида уролофов. Многочисленные виды этого семейства распространены в Коралловом море, несколько встречаются в Малайском архипелаге, и один, оранжево-красный веслохвост, в северо-западной части Тихого океана. Короткохвостые хвостоколы встречаются от прибрежного мелководья, например, эстуариев рек и лагун, до глубины 420 м в открытом море, в верхней части материкового склона. В некоторых местах они чрезвычайно распространены: в одном исследовании, проведённом у юго-западного побережья Австралии, было обнаружено, что эти скаты составляли до 17 % от биомассы всех донных рыб.

## Описание
Короткохвостые хвостоколы имеют средний размер, их длина колеблется от 30 до 80 см. Их широкие грудные плавники сливаются с головой и образуют диск в виде круга, овала или ромба. Как правило рыло короткое и не выступает за границы диска. Довольно крупные глаза расположены в верхней части диска, позади глаз имеются каплевидные брызгальца. Между ноздрями пролегает кожаный лоскут, образованный сращенными внешними назальными складками, которые достигают рта. Дно ротовой полости и иногда наружный край нижней челюсти покрывают пальцевидные отростки. Зубы мелкие, с ромбовидными основаниями и притуплёнными кончиками. Они собраны в шахматном порядке рядами, число которых не превышает 50 на обеих челюстях. На вентральной поверхности диска расположены пять пар коротких жаберных щелей.
Края небольших брюшных плавников закруглены. У самцов имеются птеригоподии. Длина хвоста короче или равна длине диска. Хвост имеет сплюснутое или овальное поперечное сечение и оканчивается листовидным симметричным хвостовым плавником. На дорсальной поверхности хвоста расположен один или два крупных зазубренных шипа по длине примерно равных половине хвоста.  У некоторых видов имеются небольшие спинные плавники, которые находятся непосредственно перед шипами и/или латеральные кожаные складки на хвостовом стебле. У всех видов за исключением Urolophus armatus кожа лишена чешуи. Окраска разных оттенков жёлтого, зелёного, коричневого и серого цветов с пятнышками и полосами или ровная, вентральная поверхность бледная.

## Биология
Короткохвостые хвостоколы — медлительные рыбы, которые часто неподвижно лежат на дне, частично или полностью зарывшись под осадками. Они охотятся на донных беспозвоночных, в том числе тех, которые живут в грунте (ракообразные, полихеты),  и иногда на небольших рыб. Исследования показали, что рационы короткохвостых хвостоколов, разделяющих один и тот же участок обитания, отличаются, что, вероятно, снижает конкуренцию. Например, обитающие у юго-западного побережья Австралии Trygonoptera personata и Trygonoptera mucosa питаются разными видами многощетинковых червей, тогда как Urolophus paucimaculatus и Urolophus lobatus — разными видами ракообразных.
Подобно прочим хвостоколообразным короткохвостые хвостоколы размножаются яйцеживорождением. Первоначально эмбрионы питаются желтком, а позднее гистотрофом, который вырабатывается организмом матери и поступает через специальное продолжение эпителия матки — «трофонемату». Беременность длится около 10—12 месяцев. Помёт немногочисленный, 1 или 2 новорожденных. Длина новорождённых составляет примерно половину длины взрослого ската.

## Взаимодействие с человеком
Короткохвостые хвостоколы способны нанести человеку болезненный укол своими ядовитыми и острыми шипами. Некоторые виды ведут себя довольно агрессивно, например, Urolophus paucimaculatus. В случае угрозы полосатый уролоф приподнимает хвост над диском подобно скорпиону. В качестве прилова эти скаты иногда попадаются при коммерческом промысле. Пойманных рыб, как правило, выбрасывают за борт, хотя из них можно производить рыбную муку. Длительная беременность и малочисленное потомство делают их статус сохранности уязвимым.

## Классификация
- Род Trygonoptera J. P. Müller & Henle, 1841 — Тригоноптеры
  - Trygonoptera galba Last & Yearsley, 2008
  - Trygonoptera imitata Yearsley, Last & M. F. Gomon, 2008
  - Trygonoptera mucosa Whitley, 1939
  - Trygonoptera ovalis Last & M. F. Gomon, 1987
  - Trygonoptera personata — Last & M. F. Gomon, 1987
  - Trygonoptera testacea J. P. Müller & Henle, 1841 — Обыкновенный тригоноптер

- Род Urolophus J. P. Müller & Henle, 1837 — Уролофы, или веслохвосты, или короткохвостые хвостоколы (род)
  - Urolophus armatus J. P. Müller & Henle, 1841
  - Urolophus aurantiacus J. P. Müller & Henle, 1841 — Оранжево-красный веслохвост
  - Urolophus bucculentus W. J. Macleay, 1884
  - Urolophus circularis McKay, 1966
  - Urolophus cruciatus Lacépède, 1804 — Полосатый уролоф, или полосатый короткохвостый хвостокол
  - Urolophus deforgesi Séret & Last, 2003
  - Urolophus expansus McCulloch, 1916 — Широкий уролоф
  - Urolophus flavomosaicus Last & M. F. Gomon, 1987
  - Urolophus gigas T. D. Scott, 1954
  - Urolophus halleri J. G. Cooper, 1863
  - Urolophus javanicus E. von Martens, 1864
  - Urolophus kaianus Günther, 1880
  - Urolophus kapalensis Yearsley & Last, 2006
  - Urolophus lobatus McKay, 1966
  - Urolophus maculatus Garman, 1913
  - Urolophus mitosis Last & M. F. Gomon, 1987
  - Urolophus neocaledoniensis — Séret & Last, 2003
  - Urolophus orarius Last & M. F. Gomon, 1987
  - Urolophus papilio Séret & Last, 2003
  - Urolophus paucimaculatus J. M. Dixon, 1969
  - Urolophus piperatus Séret & Last, 2003
  - Urolophus sufflavus Whitley, 1929
  - Urolophus viridis McCulloch, 1916
  - Urolophus westraliensis Last & M. F. Gomon, 1987